# Riemschneider-Reaktion
Die Riemschneider-Reaktion, benannt nach dem deutschen Chemiker Randolph Riemschneider, ist eine Namensreaktion aus dem Bereich der  organischen Chemie und wurde 1949 erstmals beschrieben. Die Riemschneider-Reaktion ermöglicht die Darstellung von  Thiocarbamaten (auch Thiourethane genannt) aus   Thiocyanaten mittels konzentrierter Schwefelsäure und einem  Alkohol oder  Olefin.

## Übersichtsreaktion
Thiocyanate reagieren mit konzentriert Schwefelsäure und anschließender Aufarbeitung mit Eiswasser zu  Thiocarbamaten:
Die Zugabe, eines in konzentrierter Schwefelsäure beständigen Alkohols, ermöglicht hingegen die Darstellung von N-substituierten Thiocarbamaten:
Bei den verwendeten Alkoholen oder Olefinen, finden vorzugsweise sekundäre Alkohole, tertiäre Alkohole und Olefine Anwendung, welche in konzentrierter Schwefelsäure stabil sind.

## Reaktionsmechanismus
Der nachfolgende Reaktionsmechanismus wird in Literatur beschrieben:
Durch Protonierung des Thiocyanates 1 kommt es zur Bildung des Carbokations 2. Durch Anlagerung und anschließender innermolekularer Umlagerung bildet sich die Zwischenstufe 3, aus der, durch Deprotonierung, das N-substituierte Thiocarbamat 4 entsteht.